# Diphyus sedatus
Diphyus sedatus là một loài tò vò trong họ Ichneumonidae.